# Martin Gierl
Martin Gierl (* 1959) ist ein deutscher Historiker.

## Leben
Nach einem Studium der Geschichte war er von 1989 bis 1995 wissenschaftlicher Mitarbeiter am Max-Planck-Institut für Geschichte in Göttingen, nach der Promotion 1995 Research Fellow am Max-Planck-Institut für Wissenschaftsgeschichte in Berlin und von 1997 bis 2001 wissenschaftlicher Mitarbeiter bei der Akademie der Wissenschaften zu Göttingen. 2002 schloss er seine Habilitation an der Georg-August-Universität Göttingen ab, war 2003 Jean-Monnet-Fellow am Europäischen Hochschulinstitut Florenz, 2004 Ahmanson Getty Fellow an der Clark Library der University of California, Los Angeles und 2005 Gastprofessor am Maison des Sciences de l’Homme Paris. Seit 2006 lehrte er als Dozent in Göttingen, Berlin und Kassel. 2007 folgte eine Vertretung des Lehrstuhls für Europäische Geschichte sowie für Frühe Neuzeit an der Universität Wien und 2008 die Vertretung des Lehrstuhls für Theorie und Methoden der Geschichte an der Universität Göttingen. Seit 2009 lehrt er als Gastprofessor an der Ludwig-Maximilians-Universität München.
Gierls Forschungsschwerpunkte sind die Aufklärung, die Geschichte der Historiographie, die Universitätsgeschichte, die soziale Konstruktion des Wissens sowie die Geschichte als Organisationsprozess. Er ist Mitglied der Historischen Kommission zur Erforschung des Pietismus und der German Studies Association.

## Schriften (Auswahl)
- Geschichte als präzisierte Wissenschaft. Johann Christoph Gatterer und die Historiographie des 18. Jahrhunderts im ganzen Umfang. Frommann-Holzboog, Stuttgart-Bad Cannstatt 2012.
- Hrsg. mit Hans Erich Bödeker: Jenseits der Diskurse. Aufklärungspraxis und Institutionenwelt in europäisch komparativer Perspektive. Vandenhoeck & Ruprecht, Göttingen 2007.
- Geschichte und Organisation. Institutionalisierung als Kommunikationsprozess am Beispiel der Wissenschaftakademien um 1900. Vandenhoeck & Ruprecht, Göttingen 2004.
- Pietismus und Aufklärung. Theologische Polemik und die Kommunikationsreform der Wissenschaft am Ende des 17. Jahrhunderts. Vandenhoeck & Ruprecht, Göttingen 1997.
- mit Thomas Grotum und Thomas Werner: Der Schritt von der Quelle zur historischen Datenbank. Ein Arbeitsbuch. Scripta Mercaturae Verlag, St. Katharinen 1990.